# Бурчак (приток Остра)
Бурчак или Кобыжча (укр. Бурчак, Кобижча) — ручей, левый приток реки Остёр, протекающий по Бобровицкому району (Черниговская область).

## География
Длина — 23 км. Река служит водоприёмником системы каналов.
В издании «Чернігівщина: Енциклопедичний довідник» река называется Кобыжча — левая притока Быстрой.
Река берёт начало в селе Кобыжча. Река течёт на север, затем преимущественно на запад, далее на север. Впадает в реку Остёр южнее села Пилятин (Козелецкий район).
Русло в нижнем течении выпрямлено в канал (канализировано). На реке есть пруды.
Пойма очагами занята заболоченными участками с лугами и кустарниками, лесом (доминирование сосны, дуба и берёзы). В пойме реки расположен гидрологический заказник местного значения Бурчак, с общей площадью 113 га.

## Населённые пункты
Населённые пункты на реке (от истока к устью):
1. Браница
2. Кобыжча